# Jacob Krall
Jakob Krall (Volosca, 27 luglio 1857 – Vienna, 27 aprile 1905) è stato un egittologo austriaco.
Krall era specializzato in papiri demotici, copti e greci. Era un membro dell'Accademia delle scienze di Vienna. Il suo nome è ancora associato al Liber linteus Zagabriensis, il cui testo ha riconosciuto come etrusco.
Era sposato con Emma Büdinger, una figlia dello storico Max Büdinger.